# Did It Again (bài hát của Shakira)
"Did It Again" là một bài hát được chuyển thể thành đĩa đơn của ca sĩ - nhạc sĩ người Colombia Shakira, lấy từ album phòng thu thứ sáu của cô, She Wolf.

## Xếp hạng

### Xếp hạng tuần
| Chart (2009)                                                               | Peak position |
| -------------------------------------------------------------------------- | ------------- |
| Áo (Ö3 Austria Top 40)                                                     | 34            |
| Belgium (Ultratip)                                                         | 3             |
| Đức (GfK)                                                                  | 34            |
| Ireland (IRMA)                                                             | 17            |
| Ý (FIMI)                                                                   | 15            |
| Mexico (Monitor Latino) Spanish version: "Lo Hecho Está Hecho"             | 3             |
| Slovakia (Rádio Top 100)                                                   | 18            |
| Tây Ban Nha (PROMUSICAE) Spanish version: "Lo Hecho Está Hecho"            | 12            |
| Thụy Điển (Sverigetopplistan)                                              | 36            |
| Thụy Sĩ (Schweizer Hitparade)                                              | 29            |
| Anh Quốc (OCC)                                                             | 26            |
| Hoa Kỳ Dance Club Songs (Billboard)                                        | 1             |
| Hoa Kỳ Hot Latin Songs (Billboard) Spanish version: "Lo Hecho Está Hecho"  | 6             |
| Hoa Kỳ Tropical Airplay (Billboard) Spanish version: "Lo Hecho Está Hecho" | 11            |

### Xếp hạng cuối năm
| Chart (2009)                        | Position |
| ----------------------------------- | -------- |
| Ireland (IRMA)                      | 44       |
| US Hot Dance Club Songs (Billboard) | 45       |
| US Hot Latin Songs (Billboard)      | 32       |

## Chứng nhận
| Country            | Certification | Sales  |
| ------------------ | ------------- | ------ |
| Spain (PROMUSICAE) | Gold          | 20,000 |

|}